# 마나베섬

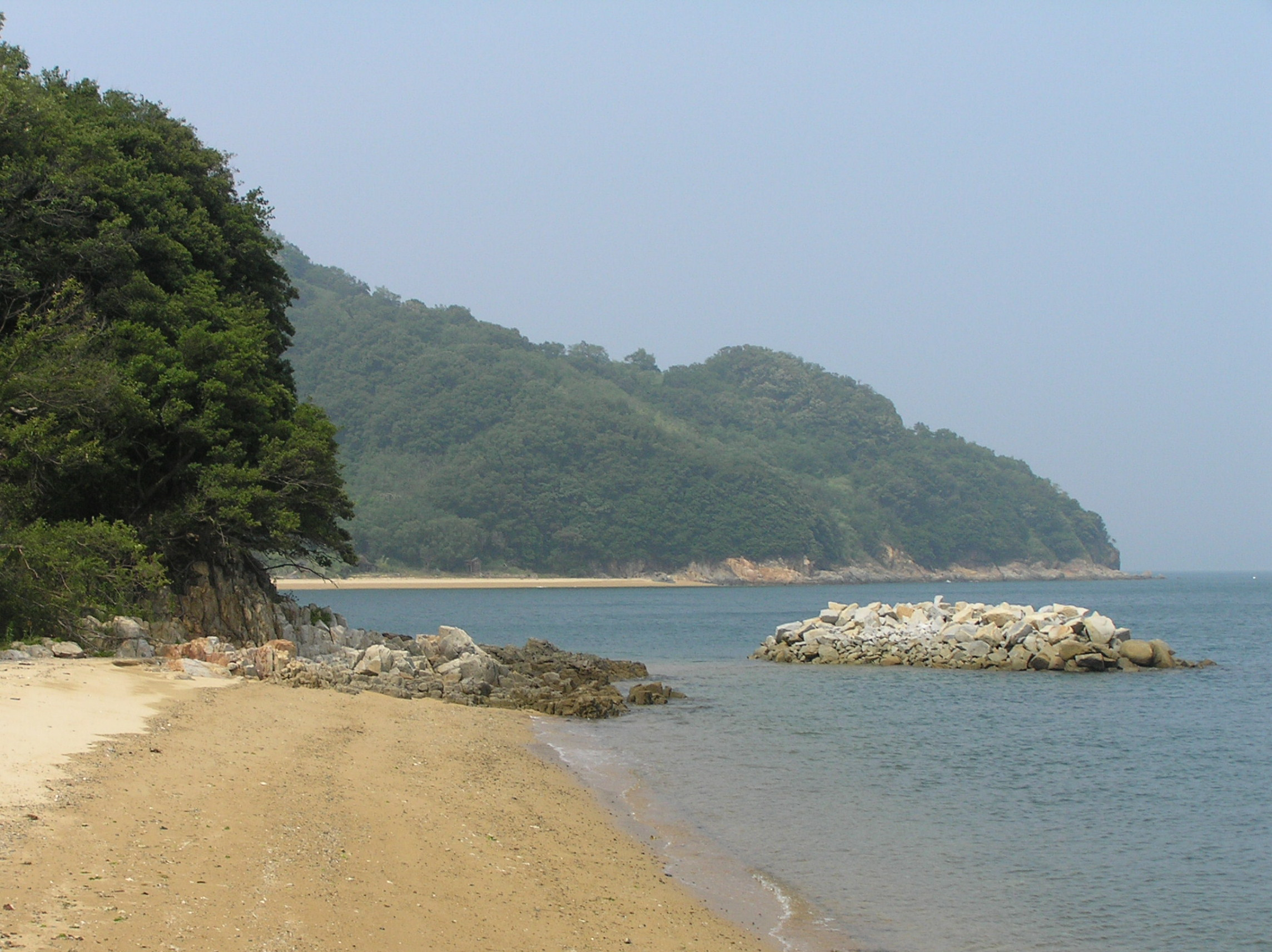
마나베섬

마나베섬(真鍋島 마나베시마[*])은 일본 오카야마현 가사오카시 가사오카 제도에 속하는 섬이다. 인구보다 고양이의 개체수가 많다는 '고양이의 섬'으로도 알려져 있다.